# Michigan Wolverines football
I Michigan Wolverines sono la squadra collegiale di football americano della Michigan University di Ann Arbor (Michigan) e competono nella Division I Football Bowl Subdivision della Big Ten Conference, organizzata dalla National Collegiate Athletic Association.
Al 2023 detengono il record per il maggior numero di partite vinte nella storia del football collegiale statunitense (1002) e sono al terzo posto per quanto riguarda la percentuale di vittorie (73%); in totale hanno conquistato dodici titoli nazionali, l'ultimo dei quali giunto nella stagione 2023. La rivalità più accesa dei Wolverines è quella con gli Ohio State Buckeyes di Columbus (Ohio), considerata da ESPN come la rivalità sportiva più sentita di tutti i tempi.
I Michigan Wolverines hanno avuto tra le loro file ottantasette giocatori nominati All-American e tre vincitori dell'Heisman Trophy; Gerald Ford, trentottesimo presidente degli Stati Uniti, fu il centro titolare della squadra durante la stagione 1934.

## Storia

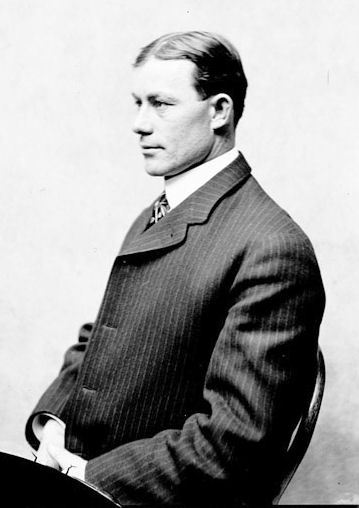
Fielding Yost nel 1902

Michigan disputò la sua prima stagione nel football intercollegiale nel 1879. I Wolverines si unirono alla Big Ten Conference alla sua fondazione nel 1896, e tranne il periodo che andò dal 1907 al 1916, ne sono sempre stati membri. L'istituto ha vinto o condiviso 42 titoli di lega dalla nascita della classificazione dell'Associated Press nel 1936 e si è piazzata tra i primi dieci in 38 occasioni.
Dal 1900 al 1989, Michigan fu guidata da nove diversi capo-allenatori, ognuno dei quali è stato introdotto nella College Football Hall of Fame come allenatore o come giocatore. Fielding H. Yost divenne l'allenatore di Michigan nel 1901 e guidò la squadra soprannominata "Point-a-Minute" a una striscia di 56 gare senza sconfitte, iniziata dal suo arrivo e conclusa nell'ultima gara della stagione 1905, inclusa una vittoria nel Rose Bowl del 1902, il primo Bowl mai tenuto. Fritz Crisler giunse dalla Princeton University nel 1938 e guidò i Wolverines del 1947 al titolo nazionale e alla seconda vittoria del Rose Bowl. Bo Schembechler allenò la squadra per ventuno stagioni (1969–1989) in cui conquistò 13 vittorie della Big Ten e 194 gare, un record dell'istituto. Il primo decennio con la squadra fu caratterizzata dalla rivalità con il suo ex mentore, Woody Hayes, e i suoi Ohio State Buckeyes, una serie di sfide divenuta nota come "Ten-Year War".
Dopo il ritiro di Schembechler, Michigan fu allenata da due suoi precedenti assistenti, Gary Moeller e Lloyd Carr, che mantennero il programma ad alti livelli nei successivi 18 anni. Le fortune cambiarono con i due allenatori successivi, Rich Rodriguez e Brady Hoke, entrambi licenziati dopo un tempo relativamente breve. Dopo l'addio di Hoke, Michigan assunse Jim Harbaugh il 30 dicembre 2014. Questi era stato in precedenza il quarterback dal 1982 al 1986 sotto la direzione di Schembechler.
I Michigan Wolverines hanno avuto ottantasette giocatori premiati come All-American e tre vincitori dell'Heisman Trophy: Tom Harmon nel 1940, Desmond Howard nel 1991 e Charles Woodson nel 1997. Quest'ultimo è anche l'unico giocatore primariamente difensivo ad avere mai conquistato il premio.

## Titoli nazionali
| Anno             | Allenatore        | Selettore                                                                                  | Record | Bowl   |
| ---------------- | ----------------- | ------------------------------------------------------------------------------------------ | ------ | ------ |
| 1901             | Fielding Yost     | Helms, Houlgate, NCF                                                                       | 11–0   | V Rose |
| 1902             | Fielding Yost     | Helms, Billingsley, Houlgate, Parke H. Davis, NCF                                          | 11–0   |        |
| 1903             | Fielding Yost     | Billingsley, NCF                                                                           | 11–0–1 |        |
| 1904             | Fielding Yost     | Billingsley, NCF                                                                           | 10–0   |        |
| 1918             | Fielding Yost     | Billingsley, NCF                                                                           | 5–0    |        |
| 1923             | Fielding Yost     | Billingsley, NCF                                                                           | 8–0    |        |
| 1932             | Harry Kipke       | Dickinson, Parke H. Davis                                                                  | 8–0    |        |
| 1933             | Harry Kipke       | Billingsley, Boand, Dickinson, Helms, HoulgateCFRA, NCF, Parke H. Davis, Poling            | 7–0–1  |        |
| 1947             | Fritz Crisler     | Berryman, Billingsley, Boand, DeVold, DunkelCFRA, Helms, Houlgate, Litkenhous, NCF, Poling | 10–0   | V Rose |
| 1948             | Bennie Oosterbaan | AP                                                                                         | 9–0    |        |
| 1997             | Lloyd Carr        | AP, FWAA, NFF                                                                              | 12–0   | V Rose |
| 2023             | Jim Harbaugh      | CFP                                                                                        | 15–0   | V Rose |
| Titoli nazionali | Titoli nazionali  | Titoli nazionali                                                                           | 12     | 12     |

## Record nei Bowl

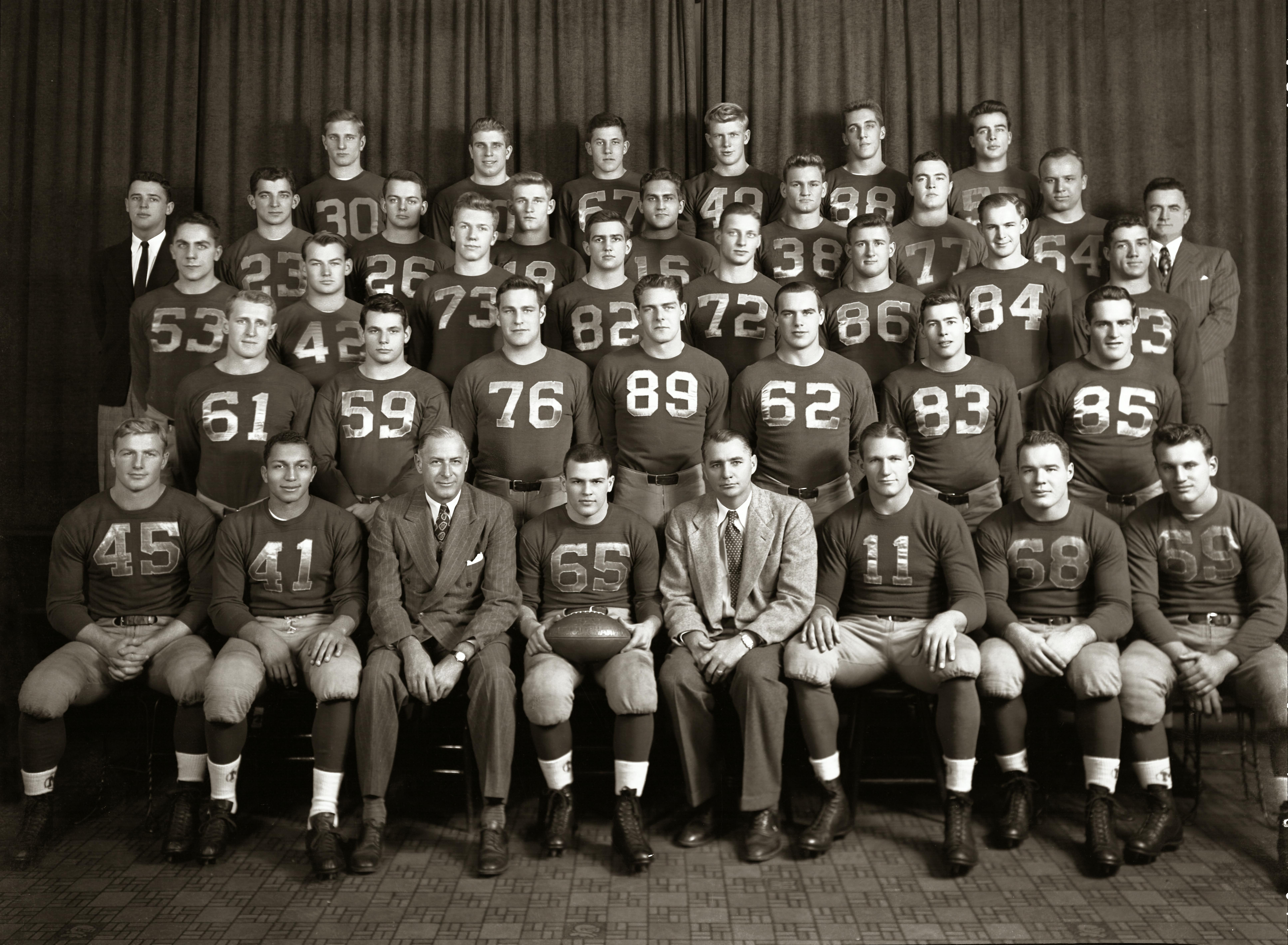
La squadra dei Michigan Wolverines che vinse il titolo nazionale nella stagione 1948

| Nome                    | #  | V | S  | %     |
| ----------------------- | -- | - | -- | ----- |
| Alamo Bowl              | 2  | 0 | 2  | .000  |
| Bluebonnet Bowl         | 1  | 1 | 0  | 1.000 |
| Buffalo Wild Wings Bowl | 1  | 0 | 1  | .000  |
| Citrus Bowl             | 5  | 4 | 1  | .800  |
| Fiesta Bowl             | 1  | 1 | 0  | 1.000 |
| Gator Bowl              | 3  | 1 | 2  | .333  |
| Outback Bowl            | 5  | 3 | 2  | .600  |
| Holiday Bowl            | 2  | 1 | 1  | .500  |
| Orange Bowl             | 3  | 1 | 2  | .333  |
| Rose Bowl               | 20 | 8 | 12 | .400  |
| Sugar Bowl              | 2  | 1 | 1  | .500  |

## Premi individuali
- Heisman Trophy

1940: Tom Harmon
1991: Desmond Howard
1997: Charles Woodson
- Maxwell Award

1940: Tom Harmon
1991: Desmond Howard
- Walter Camp Award

1991: Desmond Howard
1997: Charles Woodson
- Dick Butkus Award

1991: Erick Anderson
- Sammy Baugh Trophy

1992: Elvis Grbac
- Chuck Bednarik Award

1997: Charles Woodson
- Bronko Nagurski Trophy

1997: Charles Woodson
- Jim Thorpe Award

1997: Charles Woodson
- Doak Walker Award

2003: Chris Perry
- Fred Biletnikoff Award

2004: Braylon Edwards
- Dave Rimington Trophy

2004: David Baas
2011: David Molk
- Lombardi Award

2006: LaMarr Woodley
- Ted Hendricks Award

2006: LaMarr Woodley

### Numeri ritirati

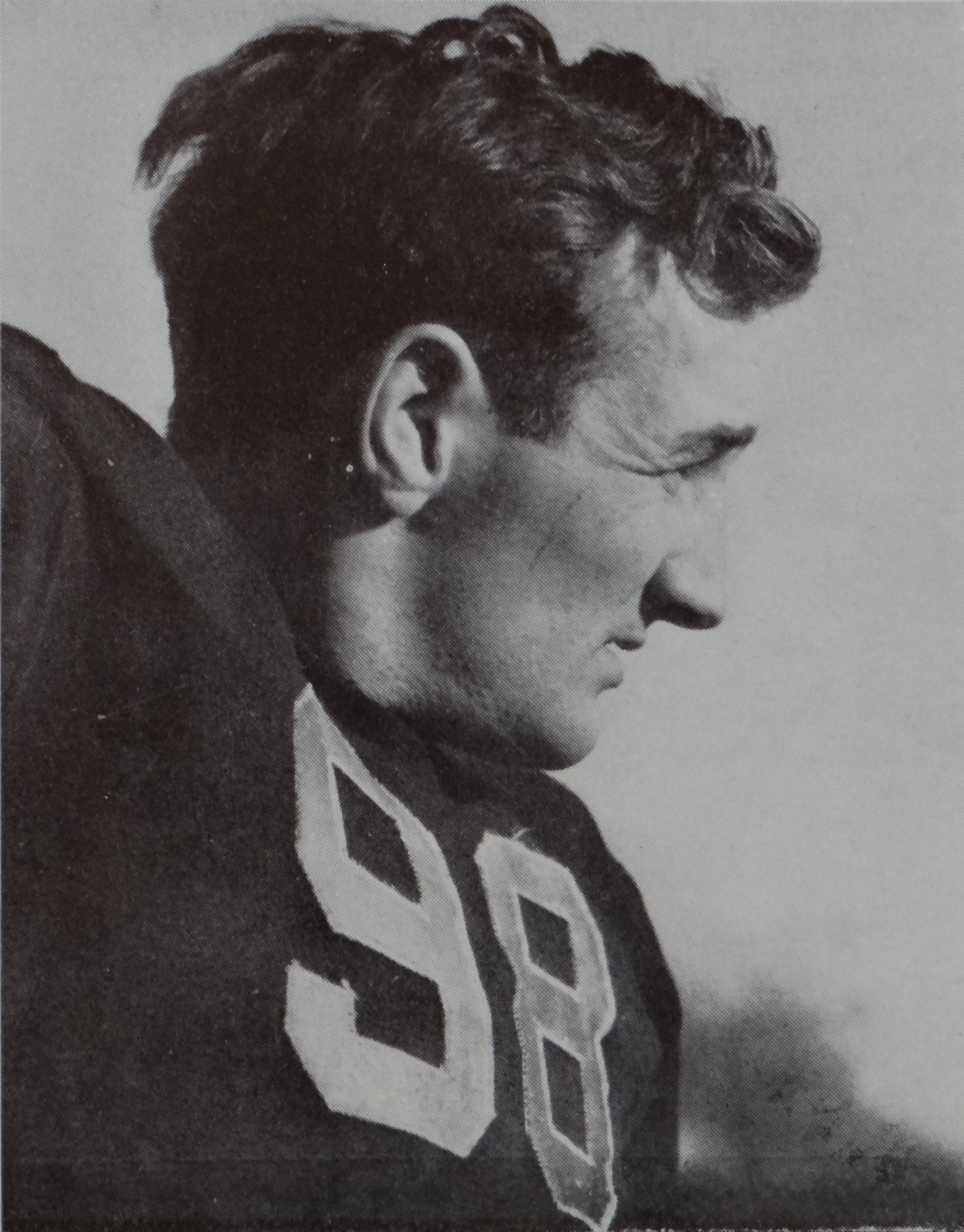
Tom Harmon

| Numeri ritirati dai Michigan Wolverines |                   |       |           |
| N.                                      | Giocatore         | Ruolo | Anni      |
| 11                                      | Whitey Wistert    | T     | 1931–1933 |
| 11                                      | Al Wistert        | T     | 1940–1942 |
| 11                                      | Alvin Wistert     | T     | 1947–1949 |
| 21                                      | Desmond Howard    | WR    | 1989–1991 |
| 47                                      | Bennie Oosterbaan | E     | 1925–1927 |
| 48                                      | Gerald Ford       | C, LB | 1932–1934 |
| 87                                      | Ron Kramer        | E     | 1953–1956 |
| 98                                      | Tom Harmon        | HB    | 1938–1940 |

### Hall of Fame

#### College
Studenti di Michigan indotti nella College Football Hall of Fame includono:
- Albert Benbrook
- Dave Brown
- Lloyd Carr
- Anthony Carter
- Bob Chappuis
- Fritz Crisler
- Tom Curtis
- Dan Dierdorf
- Bump Elliott
- Pete Elliott
- Benny Friedman
- Tom Harmon
- Willie Heston
- Elroy Hirsch
- Desmond Howard
- Ron Johnson
- Harry Kipke
- Ron Kramer
- George Little

- Jim Mandich
- Johnny Maulbetsch
- Reggie McKenzie
- Bill Morley
- David M. Nelson
- Harry Newman
- Bennie Oosterbaan
- Merv Pregulman
- Harold R. "Tubby" Raymond
- Bo Schembechler
- Germany Schulz
- Neil Snow
- Ernie Vick
- Bob Westfall
- Tad Wieman
- Albert Wistert
- Alvin Wistert
- Francis Wistert
- Fielding H. Yost

#### Pro
Studenti di Michigan indotti nella Pro Football Hall of Fame includono:
- George Allen
- Dan Dierdorf
- Len Ford
- Benny Friedman
- Bill Hewitt
- Elroy Hirsch
- Tom Mack
- Ralph Wilson Jr. (indotto come amministratore)

## Record

### Carriera
- Yard passate: 9.715, Chad Henne (2004–2007)
- Yard corse: 5.040, Mike Hart (2004–2007)
- Yard ricevute: 3.541, Braylon Edwards (2001–2004)

### Stagione
- Yard passate: 3.331, John Navarre (2003)
- Yard corse: 1.818, Tim Biakabutuka (1995)
- Yard ricevute: 1.373, Jeremy Gallon (2013)

### Partita
- Yard passate: 503, Devin Gardner (19 ottobre 2013 vs. Indiana)
- Yard corse: 347, Ron Johnson (16 novembre 1968 vs. Wisconsin)
- Yard ricevute: 369, Jeremy Gallon (19 ottobre 2013 vs. Indiana) record della Big Ten Conference